# 諾基亞215
諾基亞215是由微軟移動製造的諾基亞雙頻GSM手機。這款手機有黑色，白色和淺綠色 。2020年11月6日， Nokia 215 4G版正式開售。

## 技術指標
諾基亞215擁有一個VGA攝像頭，揚聲器，多媒體播放，MMS短信，網絡瀏覽器和電子郵件客戶端。它也帶有Facebook和Twitter應用程式，以及Opera Mini網頁瀏覽器，而且還内置微軟服務，如Bing和MSN天氣。電池通話時間長達20小時。待機時間為29天。其尺寸為116×50×12.9毫米，並使用2G網絡基礎設施，並通過微型SIM卡激活。可在其地址簿中存儲多達1000個聯繫人電話。
諾基亞215在2015年第一季度向中東，非洲，亞洲和歐洲消費者發布。

## 外部連結
參數（微軟移動）（页面存档备份，存于）